# 瓢突头蛛
瓢突头蛛（学名：Phoroncidia crustula）为球蛛科突头蛛属的动物。在中国大陆，分布于海南等地。该物种的模式产地在海南尖峰岭。